# 中兼和津次
中兼 和津次（なかがね かつじ、1942年1月21日 - ）は、日本の経済学者。学位は、博士（経済学）（東京大学・論文博士・1993年）（学位論文「中国社会主義と農工関係 -農民、国家、社会主義」）。東京大学名誉教授。

## 略歴
北海道生まれ。1964年東京大学教養学部卒業。1993年、「中国社会主義と農工関係 -農民、国家、社会主義」で東京大学より博士（経済学）の学位を取得。
1964年アジア経済研究所調査研究部研究員、1978一橋大学経済学部助教授、1982年教授、1990年東京大学経済学部教授、2003年定年退官、名誉教授、青山学院大学国際政治経済学部教授。2012年退職。1992年『中国経済論』で大平正芳記念賞、1999年『中国経済発展論』でアジア太平洋賞大賞・国際開発研究大来賞受賞。
南シナ海問題について、「中国は国民党時代に出した『九舌線』を引き合いに出して、『南シナ海は本来自分たちの領土だ』として、『古来』とか、『2000年前から』そうだと主張している。しかし、2000年前には領土や領海の概念はなかったため、論理としては成り立たないはず。地図や歴史を持ち出しての主張も、有効でない。フィリピンが提訴した国際仲裁裁判所の判定では、中国側が全面的に敗訴した。しかし、中国政府はこれを無視。南シナ海の岩礁は誰のものか?参考資料にある通り、ヘイトン氏が克明に調べたが、結論は『南シナ海の島は誰のものでもない』であった。私の理解では、『所有権』『領有権』の観点で見れば、一番近いのはフランスだろうか?各国とも法的、歴史的な根拠は無いのだから、EEZとして、あとは自由にしたらどうか、というのが私の提案」と提言している。

## 著書
- 『中国経済論 農工関係の政治経済学』東京大学出版会 東京大学産業経済研究叢書 1982
- 『中国経済発展論』有斐閣 1999
- 『シリーズ現代中国経済 経済発展と体制移行』名古屋大学出版会 2002
- 『体制移行の政治経済学 なぜ社会主義国は資本主義に向かって脱走するのか』名古屋大学出版会 2010
- 『開発経済学と現代中国』名古屋大学出版会 2012
- 『毛沢東論』名古屋大学出版会 2021

### 共編著
- 『人民公社制度の研究』嶋倉民生共編 アジア経済研究所 1980
- 『旧満洲農村社会経済構造の分析』編 アジア政経学会 現代中国研究叢書 1981
- 『中国 経済』石原享一共編 アジア経済研究所 地域研究シリーズ 1992
- 『講座現代アジア 2 近代化と構造変動』編 東京大学出版会 1994
- 『改革以後の中国農村社会と経済 日中共同調査による実態分析』編著 筑波書房 1997
- 『市場の経済学』三輪芳朗共編 有斐閣 1999
- 『現代中国の構造変動 2　経済 構造変動と市場化』編 東京大学出版会 2000
- 『中国農村経済と社会の変動 雲南省石林県のケース・スタディ』編著 御茶の水書房 2002
- 『歴史的視野からみた現代中国経済』編著 ミネルヴァ書房 Minerva現代経済学叢書 2010
- 『中国経済はどう変わったか 改革開放以後の経済制度と政策を評価する』編 国際書院 早稲田現代中国研究叢書 2014

### 翻訳
- J.ガーリー『中国経済と毛沢東戦略』矢吹晋共訳 岩波現代選書 1978
- M.エルマン『社会主義計画経済』佐藤経明共訳 岩波現代選書 1982